# Carimi

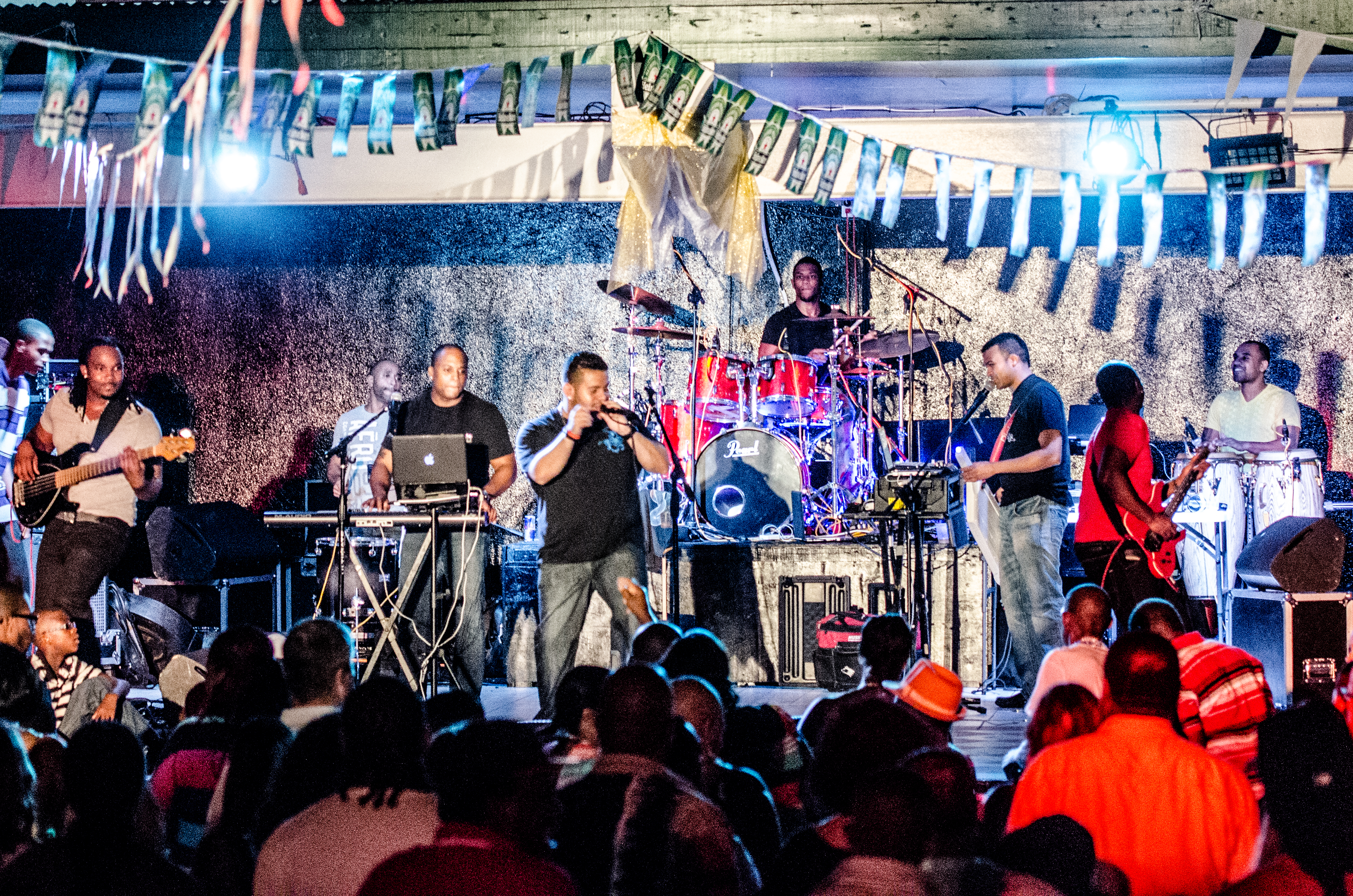
Le groupe en 2013.

Carimi est un groupe haïtien de musique Konpa fondé le 20 juillet 2001. Les trois membres sont Carlo Vieux, Richard Cavé et Mickael Guirand. Le nom du trio s'est obtenu en accolant les deux premières lettres des prénoms de chacun des chanteurs : Carlo, Richard et Mickael. Carimi est le groupe des années 2000 le plus connu de la HMI (Haitian Music Industry) à travers le monde entier. Ils ont connu la popularité grâce à des succès comme Ayiti Bang Bang, Buzz, Kita Nago. Ils vivent aujourd'hui aux États-Unis à New York. 
Le groupe n'existe plus depuis le 11 juillet 2016 date à laquelle Mickael Guirand a décidé de quitter définitivement le groupe pour des raisons personnelles. À la suite de l'annonce, Carlo Vieux a décidé de  cesser de faire de la musique, et donc se consacrer à autre chose alors que Richard Cavé a fondé un nouveau groupe appelé Kaï. Ainsi que Mickael Guirand qui a formé le groupe appelé Vayb.

## Biographie
- CA Carlo Vieux / Date de naissance : 13 septembre 1977. Signe : Vierge
- RI Richard Cave / Date de naissance : 5 décembre 1976. Signe : Sagittaire
- MI Mickael Guirand / Date de naissance : 18 décembre 1975. Signe : Sagittaire

Carlo, Richard, Mickael…CaRiMi. Ils se connaissent depuis plus de 10 ans en Haïti où ils ont tous débuté.
Carlo Vieux a commencé dans la musique à 13 ans, quand sa mère l’a inscrit pour des cours de piano. Il forme tout de suite le groupe Tic-Tac avec un ami d’enfance, puis décide, après avoir admiré son idole Fabrice Rouzier (producteur du fameux Haitian Troubadours) d’être membre de K-dans, ou il eut finalement l’opportunité de jouer dans un groupe « live ». « Cette période m’a beaucoup marqué » dit-il. Il a eu l’occasion d’accompagner Jean-Michel Rotin durant une tournée aux États-Unis et a développé son autre talent en qualité de chanteur. Il a dû quitter après 4 ans pour poursuivre ses études aux États-Unis, New York plus précisément.
Dès l’âge de 3 ans, Richard Cavé chantait déjà avec son père, un talent très commun dans cette famille. Il a commencé à jouer au piano à 9 ans quand son père lui acheta son premier keyboard, mais qu’il lui enleva quand il remarqua que ses études étaient affectées, comme c’est un passionné de ce qu’il fait. Alors, il continua, en douce, à faire de la musique et aida même le groupe Kdans à réaliser leur premier album. Il bosse avec le groupe Papash, co-produit avec son cousin Alan Cavé, du groupe Zin, le tube « Chéri Mennen’m Ale », compose les plus gros tubes du groupe King Posse dont il était membre, puis une fois encore avec K-dans sur leur 2e album sur le titre « Valérie » « C’est trop marrant, mon père adorait ces morceaux mais ne savait pas que c’était moi qui les produisait ! » Après ces succès-là, il part faire ses études, lui aussi à New York.
Gamin, Mickael Guirand trouvait toujours quelque chose pour lui servir de micro quand il voulait chanter pour la famille. Il chanta dans une chorale pendant 3 ans, puis commença un groupe, Bigay. Ils n’ont joué que 2 fois, mais lui devient amoureux du Konpa. Il fut invité par son copain Carlo à faire les chœurs sur l’album de K-dans, et depuis ils l’ont gardé dans le groupe comme choriste. Mais son vrai moment de gloire fut quand Richard lui demanda de chanter un morceau qu’il a composé pour un concours de musique, « Mouche Tonton Noël ». Ils ont eu le premier prix et c’est alors qu’il commença à prendre sa carrière de chanteur en main, mais fut obligé de finir ses études, comme les deux autres à New York.
La destinée a voulu que ces trois-là se réunissent : Carlo et Mickael ayant travaillé ensemble pendant au moins 4 ans décident de monter un groupe. Ils demandent à Richard de les joindre, cherchent un nom, et trouvent, Ca (Carlo), Ri (Richard), et Mi (Mickael).
Ils finissent après 2 ans leur premier album Bang Bang, le titre qui semble marquer toutes les générations du pays ainsi que d’autres sympathiques aux problèmes d’Haïti, leurs sentiments étant vivement exprimés dedans. Ils créent un style nouveau, un mélange de Konpa nouvelle génération, une formule qui fait danser, ne laissant nul insensible.
Suivent de nombreux concerts, aux États-Unis, en Haïti, dans la Caraïbe, en Europe, en Afrique, en Polynésie, en Amérique, au cours desquels le public nombreux fait de Carimi l’un des groupes les plus applaudis de la musique créole.
Avec leur huitième album, Buzz, sorti aux Antilles fin 2009, ils peaufinent leur style, et nous offrent encore une palette de hits, dont le titre phare, Buzz.

## Membres
- Carlo Vieux : Clavier/ Chanteur (2001-2016)
- Richard Cavé : Clavier/ Chanteur (2001-2016)
- Mickael Guirand : Chanteur (2001-2016)
- Fito Farinen : Manager (2001-2016)
- Steve Desrosiers : Guitariste (2001-2004)
- Glenny Benoit : Guitariste (2004-2016)
- Noldy Cadet : Bassiste (2001-2009)
- Jeffrey Raymond : Bassiste (2009-2016)
- Stanley Jean : Batteur (2005-2009)
- Shedley Abraham : Batteur (2009-2011)
- Joel Anglade (Ti Joel) : Batteur (2011-2016)
- Alex Thebaud : Clochiste (2005-2016)
- Marc C. Widmack (Ti Marco) : Congas

## Discographie
- Bang bang (2001)
- Poze Aki in Concert (2002)
- Nasty Biznis (2004)
- Nasty Biznis: Live In Concert (2005)
- Live On Tour Vol.2 (2005)
- Are U Ready? (2006)
- Sa Fet Nan Carimi Live (2007)
- Buzz (2009)
- Live Buzz 2.0 (2011)
- Invasion (2013)
- Kite'm Cho : Invasion Live (2015)
- I'll Yayad ( Pretty Bumpy )